# Parálisis del sueño
La parálisis del sueño es una incapacidad transitoria para realizar cualquier tipo de movimiento voluntario que tiene lugar durante el periodo de transición entre el estado de sueño y el de vigilia. Puede ocurrir en el momento de comenzar a dormir o en el de despertarse y suele acompañarse de una sensación de gran angustia. Su duración suele ser corta, generalmente entre uno y tres minutos, tras los cuales la parálisis cede espontáneamente. Durante el episodio, la persona está totalmente consciente, con capacidad auditiva y táctil, pero es incapaz de moverse o hablar, lo que puede provocar gran ansiedad. Sin embargo, no existe peligro alguno para la vida, pues los músculos respiratorios siguen funcionando automáticamente. Este trastorno está recogido en la clasificación internacional de los trastornos del sueño dentro del grupo de las parasomnias. Está causado por una disociación entre los mecanismos que provocan la relajación muscular en el sueño de movimientos oculares rápidos (sueño MOR) y aquellos que mantienen el estado de alerta.

## Epidemiología
Se considera que ocurre por lo menos una vez en la vida a un porcentaje muy alto de la población: entre el 5 % y el 62 % según los diferentes estudios que se han realizado, mostrando más prevalencia en zonas rurales, estudiantes (28 %) y población clínica (32 %). Aparece de forma repetida en el mismo individuo en el 3-6 % de las personas. Se ha encontrado mayor incidencia en sujetos jóvenes y en mujeres.

## Etiología
Se han descrito varios factores que pueden asociarse a parálisis del sueño, entre ellos los horarios de sueño irregulares (por ejemplo, por trabajos nocturnos), la privación de sueño, el estrés, el síndrome del cambio rápido de zona horaria (jet lag) y la postura de dormir boca arriba. La teoría más aceptada para explicar el fenómeno es que se produce una disociación entre los mecanismos que provocan la relajación muscular en el sueño de movimientos oculares rápidos (sueño MOR o sueño REM) y aquellos que mantienen el estado de alerta, por lo que el individuo se despierta pero permanece en el estado de relajación total característico del sueño MOR.
Más precisamente, la alteración en los sistemas de ácido Gamma-aminobutírico (GABA), glicina, orexina y serotonina deriva en la parálisis del sueño.
A lo largo del sueño MOR las neuronas de GABA y glicina producidas en el bulbo raquídeo ventromedial rostral inhiben las motorneuronas de la médula espinal, lo que genera atonía. Esto permite que el sujeto no genere una respuesta motora mientras está soñando, lo que podría provocarle lesiones; por otro lado, la orexina regula la vigilia al activar neuronas noradrenérgicas, histaminérgicas, colinérgicas y serotoninérgicas, las cuales propician la exitación cortical: la parálisis del sueño, por tanto, se origina en el momento en que estos dos procedimientos están solapados, lo que mantiene la atonía incluso en la vigilia.
La modificación de la señalización en los receptores 5-HT2A (receptores de serotonina) es responsable de las alucinaciones devenidas por la parálisis del sueño. En este tipo de alucinaciones serotoninérgicas, que son las que se presentan en la parálisis del sueño, la comprensión sigue intacta y puede presentarse con disociación, entre otras cosas; en las alucinaciones dopaminérgicas, por el contrario, se viven como reales sin notar que no lo son.

## Características clínicas

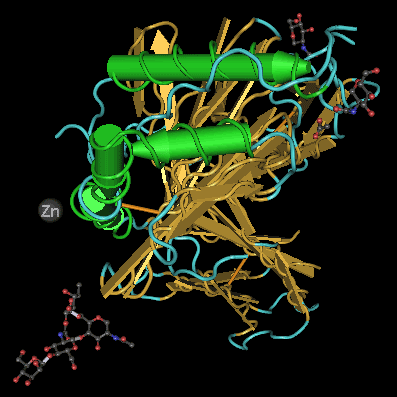
Estructura cristalina de HLA-DQ 0602. HLA-DQ 0602 confiere una fuerte susceptibilidad a la narcolepsia.

Si la parálisis del sueño se produce en la fase de adormecimiento, se denomina forma predormicional o hipnagógica, y si tiene lugar al despertar, es la forma posdormicional o hipnopómpica. La mayor parte de las personas afectadas presentan únicamente episodios aislados a lo largo de su vida, sin embargo el trastorno puede tener lugar de forma repetida y asociarse a otros síntomas, como crisis de sueño a lo largo del día y pérdidas bruscas del tono muscular (cataplexia). En este caso, la parálisis del sueño es considerado uno de los síntomas de la enfermedad denominada narcolepsia.

### Tipos
Se reconocen tres tipos: las formas aisladas, las asociadas a otra patología y las de tipo familiar. 

#### Formas aisladas
Puede aparecer de manera aislada en individuos sanos. En estos puede asociarse a niveles altos de estrés y ansiedad, o a un sueño demasiado fragmentado y un horario irregular de descanso. Los casos aislados ocurren más frecuentemente al levantarse, mientras que en la forma familiar y en la asociada a narcolepsia, la parálisis es más común al inicio del sueño (forma hipnagógica).

#### Forma familiar
La parálisis del sueño de tipo familiar sin que existan otros síntomas acompañantes como ataques de sueño o cataplexia es poco frecuente, con sólo unas pocas familias descritas en la literatura. Se produce cuando varios miembros de una familia sufren del mismo trastorno.

#### Forma asociada a otra patología
Puede estar asociada a otra patología, principalmente narcolepsia. Entre el 40 y el 50 % de las personas que sufren narcolepsia presentan episodios de parálisis del sueño.

## Diagnóstico
El diagnóstico se basa en la historia clínica y los síntomas del paciente. En determinados casos es útil realizar una polisomnografía. Este estudio médico consiste en monitorizar a lo largo de la noche diferentes variables biológicas del individuo, practicando oximetría, electrocardiograma, electromiograma del músculo tibial anterior y electrooculograma. Permite realizar una estadificación de las etapas del sueño y detectar si se producen parálisis del sueño y su duración.

## Diagnóstico diferencial
La parálisis del sueño debe distinguirse de otros procesos que pueden dar síntomas parecidos. Entre ellos, los siguientes:
- terrores nocturnos
- trastorno de estrés postraumático
- ataques de pánico nocturnos
- trastorno por sueño angustioso; también llamado trastorno por pesadillas, se caracteriza por despertares frecuentes en los que se recuerdan con gran viveza los sueños, que suelen tener un contenido terrorífico o amenazante; la persona, una vez despierta, recupera la tranquilidad pero recuerda perfectamente la pesadilla que ha sufrido.[23][24]
- sueño lúcido

## Características cualitativas de la experiencia
Los episodios se experimentan como una mezcla entre la vigilia y ciertas características del sueño REM, en especial la atonía muscular y las imágenes oníricas. Estas imágenes oníricas se presentan a través de alucinaciones, hipnagógicas o hipnopómpicas, y pueden ser visuales, auditivas o táctiles. Se manifiestan viendo u oyendo objetos inexistentes o creyendo que una persona cercana se encuentra en las proximidades. Las alucinaciones hipnagógicas o hipnopómpicas provocan en muchas ocasiones sensación de miedo o temor, especialmente cuando el sujeto experimenta el primer episodio. El fenómeno de angustia aumenta cuando el entorno cultural facilita explicaciones fantásticas, sobrenaturales o paranormales que no tienen ningún fundamento científico; son muy diversas en las diferentes partes del mundo y están influenciadas por la época y las tradiciones de cada región. De tal forma que en muchos países existen interpretaciones discordantes y supersticiosas para explicar el fenómeno. Se ha descrito la sensación de una presencia, la sensación de ser tocado en alguna parte del cuerpo, sensación de dificultad para respirar, pensamientos de muerte y sensación de movimiento ilusorio que incluyen sensaciones de movimiento inexistentes, por ejemplo caer o flotar. Las principales sensaciones son las siguientes:
- Alucinaciones táctiles: Son comunes, incluyen la sensación de que el colchón se hunde, que alguien se sienta, que le retira las sábanas o que la agarra de las manos.

- Alucinaciones visuales: más o menos vagas y cercanas a la pseudoalucinación; el estímulo externo percibido se reconoce como real. En el caso de la presencia, puede quedar camuflada entre las sombras de la habitación. Un tercio de los afectados percibe imágenes vagas e indefinidas, otros ven formas más concretas, en muchos casos se percibe la proximidad de familiares cercanos o personas allegadas.

- Alucinaciones auditivas: Se tiene la convicción de que los sonidos son reales y que provienen del exterior. Son sonidos diversos, muchas veces mecánicos e intensos, por ejemplo zumbidos, silbidos o chillidos.[28] En otros casos son sonidos identificables concretos como timbres de teléfono o puerta, sirenas, viento, golpes, música extraña, sonido de radio con ruido blanco o que recibe varias estaciones. Las voces humanas son el sonido más frecuente en un 37% de los casos, en forma de griterío o leves susurros, sin mensaje identificable ni claro.

- Sensación de presencia: sensación de una o varias presencias que se considera como «intrusos», se acompaña de aprehensión y temor. Esta presencia puede percibirse como amenazante o peligrosa, experimentando el sujeto en ocasiones la necesidad de despertarse y moverse lo más pronto posible.

- Sensación de pánico que puede manifestarse como dificultad para respirar y sensaciones de sofocación y asfixia. El sujeto puede experimentar por este motivo angustia, pánico y temor de morir asfixiado. Aunque la parálisis del sueño puede aterrorizar a la persona, nunca es peligrosa ni pone en peligro la vida del sujeto. Los episodios son generalmente de corta duración y en todos los casos la persona se despierta sin haber sufrido ningún tipo de daño físico.[27][29][30]

## Tratamiento
El principal método de tratamiento es la adopción de hábitos de sueño adecuados, lo cual incluye acostarse y levantarse según un horario lo más regular posible, pasar en la cama el número de horas adecuado, evitar las siestas prolongadas durante el día y no acumular privación de sueño. Es muy importante informar a la persona afectada de la benignidad del fenómeno, los factores que predisponen a su aparición y la falta de relación con fantasmas o seres de ultratumba, pues estas creencias aumentan la angustia del individuo afectado. No se han realizado ensayos clínicos con fármacos, pero en algunos casos se han utilizado los inhibidores de la recaptación de serotonina por su capacidad para suprimir la fase MOR del sueño.
Para poder moverse, se recomienda relajarse y no perder la calma, ya que se trata de un proceso temporal, en el que en realidad no se corre ningún peligro. Dado que la respiración se produce automáticamente, la persona solo necesita percibir que está respirando con normalidad para entender que se encuentra en una fase temporal de parálisis del sueño. Puede ser útil intentar mover zonas del cuerpo lentamente, como las piernas, manos o brazos; también abrir los ojos. Tras vencer el episodio de parálisis, es conveniente levantarse de la cama y procurar estar despierto unos minutos, antes de volver a acostarse, para evitar que aparezca de nuevo el episodio.
También se han utilizado la terapia cognitivo-conductual y la meditación-relajación o terapia MR, que se basa en cuatro pasos: revaluación del significado del ataque (revaluación cognitiva), distanciamiento psicológico y emocional, meditación interna focalizada en la atención y relajación muscular. Hay informes de casos preliminares en los que el tratamiento se apoya en teorías del neurólogo hindú Vilayanur S. Ramachandran.
En el mismo orden de ideas, un estudio realizado por Rauf et al. (2023) identificó cinco estrategias de prevención y cinco métodos de interrupción primarios para los episodios de parálisis del sueño, esto a través de la experiencia informada por un gran número de personas que los han padecido. En cuanto a las estrategias de prevención se informó, como mínimo, el 60 % de efectividad para las siguientes cinco:
- cambiar la posición al dormir (evitar la postura de dormir boca arriba, dormir de lado);
- ajustar los patrones de sueño (dormir siguiendo un patrón regular, evitar siestas, tratar de no privarse del sueño);
- realizar cambios en el entorno (aumentar la iluminación, cambiar el lugar de dormir, reducir la temperatura);
- disminuir o aumentar el consumo de sustancias (como el alcohol);[nota 1]
- resistir quedarse dormido (tratar de despertarse, evitar volver a dormirse, levantarse).

Por otra parte, las siguientes estrategias de interrupción de la parálisis del sueño presentaron varios grados de efectividad (entre 29.5-61.8 %):
- tratar de ejercer una acción física (intentar moverse, tratar de mover los pies, las manos o los dedos);
- hacer ruido (tratar de gritar, hablar o llamar pidiendo ayuda);
- forzarse a despertar y no volver a dormirse;
- no enfocarse en el episodio (racionalizar, enfocarse en objetos o en el propio cuerpo);
- enfocarse en la respiración (realizar ejercicios respiratorios, respirar profundo, respirar rápido).

## Mitología

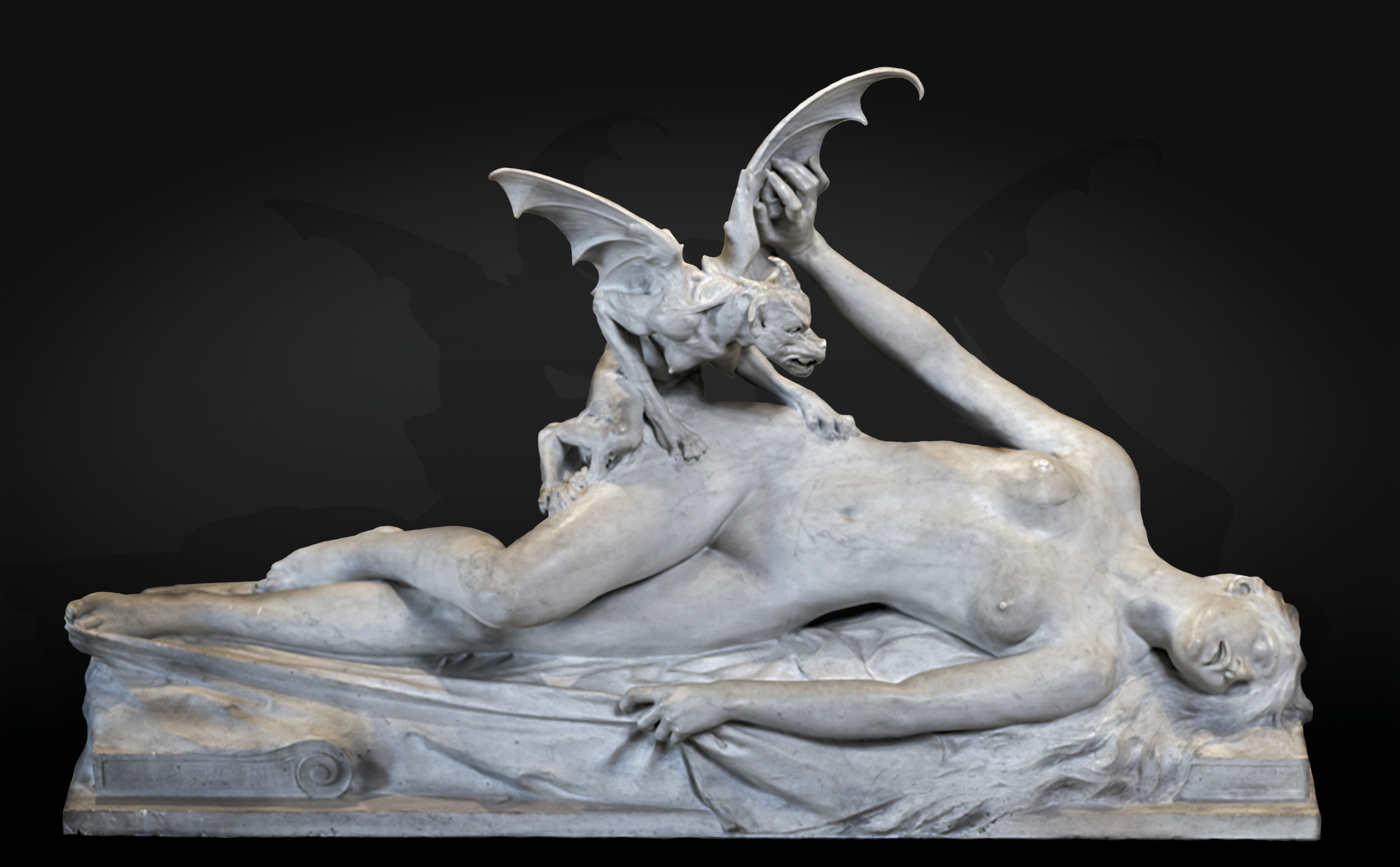
Escultura que representa una de las interpretaciones mitológicas de la parálisis del sueño.

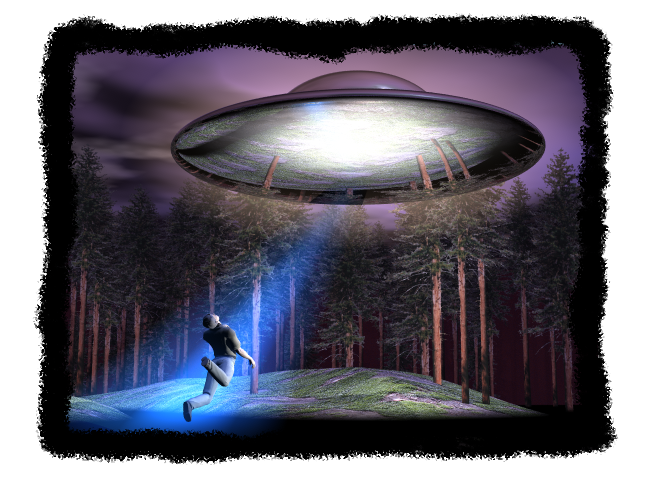
Reconstrucción de la presunta abducción por extraterrestres de Travis Walton.

Desde el punto de vista mitológico, la parálisis de sueño es atribuida a diversos sucesos paranormales tales como:
- Súcubos, es decir demonios que toman la forma de una mujer atractiva para seducir a los varones y copular con ellos introduciéndose en sus sueños y fantasías.
- Íncubos, es decir demonios que toman la forma de un hombre repulsivo (parecido al gnomo) para violar a las mujeres introduciéndose en sus sueños y pesadillas.
- Coloquialmente en algunos lugares, la gente llama a esta afección «subida del muerto» y la relaciona con personas fallecidas que vuelven del mundo de los espíritus.[35]
- Espíritus o fantasmas que inmovilizan la persona.
- Seres extraterrestres que realizan experimentos o abducciones.
- Experiencias extracorporales o viajes astrales.
- Entidades sobrenaturales procedentes del inframundo.
- Provocado intencionadamente por personas que practican la brujería, tal como se afirmó en los juicios de Salem.[36]
- Vampirismo. El fenómeno estaría provocado según esta explicación por ataques de vampiros que ingieren la sangre de la víctima.[36]